# Erik Bo Andersen
Erik Bo Andersen (Dronningborg, 14 novembre 1970) è un politico ed ex calciatore danese, di ruolo attaccante.

## Carriera

### Giocatore

#### Club

##### Aalborg
Andersen cominciò la carriera, a livello amatoriale, nel Dronningborg Boldklub. Si trasferì poi allo Aalborg, squadra militante nella Superligaen, divisione in cui esordi nell'aprile 1992.
Nel suo primo anno allo Aalborg, comunque, Andersen giocò per la squadra riserve, prima di riuscire ad imporsi tra i titolare grazie ad una doppietta inflitta al Frem in un incontro valido per la Coppa di Danimarca. Mise rapidamente in mostra la sua abilità realizzativa e si guadagnò il soprannome Røde Romario, in allusione al calciatore brasiliano Romário e ai capelli rossi di Andersen. Nel campionato danese 1994-1995, segnò due triplette e una quaterna, quest'ultima ai danni dello Aarhus, in una vittoria della sua formazione per 5-0. Fu capocannoniere dello stesso campionato. Giocò la prima metà del campionato successivo, segnando 13 reti in 20 incontri e mettendo a referto altre due triplette.

##### Rangers
A febbraio 1996, fu acquistato dagli scozzesi dei Rangers, dove trovò il connazionale Brian Laudrup. A Glasgow, Andersen fu soprannominato Bambi. Uno dei momenti più negativi nell'esperienza scozzese è probabilmente l'errore, a pochi metri dalla porta, nella sfida contro il Dundee United. Uno dei momenti migliori, invece, fu rappresentato dalla doppietta messa a segno contro il Celtic, ad Ibrox, entrando in campo a partita in corso. Andersen e i suoi Rangers si aggiudicarono il campionato sia nel 1996 che nel 1997, ma il danese non riuscì ad imporsi nella formazione titolare. I Rangers ingaggiarono poi Marco Negri, cedendo poco tempo dopo Andersen. Totalizzò 15 reti in 23 apparizioni in squadra.

##### Esperienze successive
L'Odense pagò 800.000 sterline ai Rangers, acquistandone il cartellino. Segnò 6 reti in 16 apparizioni in campionato, ma non riuscì ad evitare la retrocessione della squadra. Andersen lasciò allora nuovamente la Danimarca e si accordò con i tedeschi del Duisburg. Subì un infortunio; anche dopo aver recuperato, fu costretto alla panchina. Fu allora prestato al Vejle, dove realizzò 7 reti in 14 incontri, che non bastarono però a salvare la squadra. Andersen passò poi ai norvegesi dell'Odd Grenland.
Esordì nella Tippeligaen il 30 luglio 2000, quando sostituì Thomas Røed nel successo casalingo per 2-0 sul Brann. Il 13 agosto segnò la prima rete, nella sconfitta per 2-1 sul campo del Viking. Nello stesso anno, l'Odd Grenland vinse la finale di Coppa di Norvegia 2000, ma Andersen non disputò l'incontro. A gennaio 2002, tornò allo Aalborg, dove diversi problemi fisici che gli impedirono la conquista di un posto da titolare. Quando, nella primavera 2003, subì un altro infortunio al ginocchio, annunciò il ritiro.

#### Nazionale
Andersen debuttò nella Danimarca ad aprile 1995, quando sostituì il compagno di squadra Peter Rasmussen nell'intervallo della sfida contro la Macedonia del Nord. Partecipò al campionato d'Europa 1996, dove giocò qualche minuto della sfida contro la Turchia. Fu la sua ultima partita in Nazionale: Andersen giocò 6 incontri, senza mai andare a segno.

### Dopo il ritiro
Dopo aver appeso gli scarpini al chiodo, Andersen tornò alle origini, diventando allenatore del Dronningborg Boldklub, nelle serie inferiori danesi. Alle elezioni municipali del 2005, si candidò per il Partito Liberale Danese a Randers. Ricevette 217 voti, venendo eletto nel consiglio municipale di Randers con un margine di 13 voti.

## Palmarès

### Club
- Campionato scozzese: 2

Rangers: 1995-1996, 1996-1997
- Coppa di Scozia: 2

Rangers: 1995-1996, 1996-1997
- Coppa di Norvegia: 1

Odd Grenland: 2000

### Individuale
- Capocannoniere del campionato danese: 1

1994-1995 (24 reti)